# Spoorlijn Berlin-Wedding - Berlin Südkreuz
De spoorlijn Berlijn-Wedding - Berlijn-Südkreuz ook wel Nord-Süd-Fernbahn genoemd is een Duitse spoorlijn als lijn 6171 Berlijn-Wedding (aansluiting-ringbahn) - Berlin-Moabit en als lijn 6134 Berlin-Moabit - Berlin Südkreuz Südende (aansluiting-ringbahn) onder beheer van DB Netze.

## Geschiedenis
Het traject werd door Deutsche Bahn AG (DB) op 27 mei 2006 geopend.
In 1992 gaf het Duitse parlement aan dat een nieuwe noord-zuidverbinding wenselijk was. Op 13 oktober 1995 werd met de bouw van dit traject begonnen.
Een verbinding met de spoorlijn richting Potsdam werd niet aangelegd.

## Treindiensten

### Deutsche Bahn
De Deutsche Bahn verzorgt het personenvervoer op dit traject met RE- / RB-treinen.

#### InterCityExpress
De InterCityExpress, afgekort als ICE, is de snelste trein van spoorwegmaatschappij DB Fernverkehr, onderdeel van Deutsche Bahn.

#### InterCity
De InterCity, afgekort IC verving in 2002 de Inter Regio-treinen van de spoorwegmaatschappij DB Fernverkehr, onderdeel van Deutsche Bahn.

### S-Bahn
Een deel van de spoorlijn wordt ook gebruikt door de S-Bahn van Berlijn ofwel de Stadtschnellbahn. De treinen rijden volgens een vaste dienstregeling met een redelijk hoge frequentie.

## Aansluitingen
In de volgende plaatsen was of is er een aansluiting van de volgende spoorlijnen:

#### Berlijn Hauptbahnhof
- Tiergartentunnel, de lage perrons van Berlijn Hbf zijn onderdeel van de tunnel
- Berlin-Hamburger Bahn, spoorlijn tussen Berlijn Hamburger Bahnhof en Hamburg Berliner Bahnhof
- Berlin-Lehrter Eisenbahn, spoorlijn tussen Berlijn Lehrter Bahnhof en Lehrte bij Hannover
- Berlin-Stettiner Eisenbahn, spoorlijn tussen Berlijn en Szczecin
- Preußische Nordbahn, spoorlijn tussen Berlin en Stralsund
- Anhalter Bahn, spoorlijn tussen Berlijn en Halle
- Berlin-Dresdner Eisenbahn, spoorlijn tussen Berlin en Dresden
- Berliner Stadtbahn, spoorlijn en S-Bahn tussen Berlijn Charlottenburg via Berlijn Hauptbahnhof door het centrum naar Berlijn Ostbahnhof

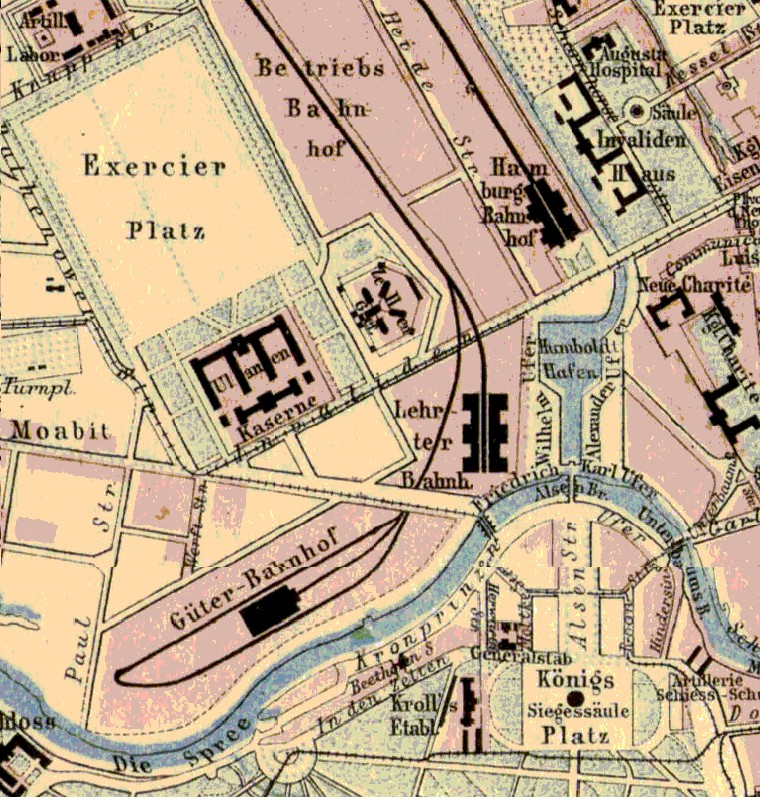
Lehrter Bahnhof en Hamburger Bahnhof

### Tunnel
De lage perrons van het hoofdstation Berlijn zijn onderdeel van de Tiergartentunnel.

## Elektrische tractie
De S-Bahn van Berlin maakte gebruik van een stroomrail. Dit net is met een spanning van 800 volt gelijkstroom.
Het traject werd geëlektrificeerd met een spanning van 15.000 volt 16⅔ Hz wisselstroom.